# Публий Кальвизий Рузон Юлий Фронтин
Публий Кальвизий Рузон Юлий Фронтин (лат. Publius Calvisius Ruso Iulius Frontinus) — римский политический деятель второй половины I века.
Фронтин происходил из провинции Нарбонская Галлия. Его отцом был консул-суффект 53 года Публий Кальвизий Рузон, а братом — консул-суффект 79 года, носивший такое же имя. Около 68/69 года Фронтин находился на посту монетного триумвира, затем он был военным трибуном в неизвестном легионе.
В 73/74 году он занимал должность должность квестора императора Веспасиана и был возведен в патрицианское сословие. После этого Фронтин был претором, а в 84 году находился на посту консула-суффекта. Вскоре он стал куратором дорог, а в 98/99 году был проконсулом провинции Азия. После этого Фронтин был куратором священных и общественных зданий и работ. В 105/106 году он занимал должность легата пропретора Каппадокии. Фронтин входил в состав жреческой коллегии квиндецемвиров священнодействий.
В первом браке он был женат на Дазумии, во втором — на Эггии Амбибуле. Его сыном был консул 109 года Публий Кальвизий Тулл Рузон.